# Herman Stump
Herman Stump (ur. 8 sierpnia 1837, zm. 9 stycznia 1917) – amerykański polityk związany z Partią Demokratyczną. W latach 1889–1893 był przedstawicielem drugiego okręgu wyborczego w stanie Maryland w Izbie Reprezentantów Stanów Zjednoczonych.